# Chelsea Clinton
Chelsea Victoria Clinton, född 27 februari 1980 i Little Rock, Arkansas, är en amerikansk författare som är dotter och enda barn till Bill och Hillary Clinton, USA:s president respektive första dam 1993–2001.

## Biografi
Clinton föddes och växte upp i Arkansas där hennes far blev guvernör. När han blev president, var Chelsea Clinton tolv år och familjen flyttade då in i Vita huset. Medan de bodde i Washington, D.C., gick hon på Sidwell Friends School. Hon var även aktiv inom balett.
Hon började sedan studera vid Stanford University, ursprungligen kemi men senare historia. Efter examen där avlade hon en masterexamen i internationell politik vid University College vid Oxfords universitet. Mellan 2003 och 2006 arbetade hon för konsultfirman McKinsey & Company och från 2006 för investmentfirman Avenue Capital Group. Hon är styrelsemedlem i School of American Ballet. Hon var även delaktig i sin mors kampanj inför primärvalen till presidentvalet i USA 2008.
År 2009 förlovade hon sig med Marc Mezvinsky, son till två tidigare kongressledamöter och den 31 juli 2010 gifte de sig i New York. Hon är vegetarian sedan barnaåren. Hon födde en dotter i september 2014 och en son i juni 2016.

## Populärkultur
I filmen Zenon: Girl of the 21st Century från 1999, som utspelas 2049, är Chelsea Clinton USA:s president.